# Christian Pineau
Christian Pineau, född 14 oktober 1904 i Chaumont-en-Bassigny, Haute-Marne, Frankrike, död den 5 april 1995 i Paris, var en fransk socialistisk politiker och aktivist i motståndsrörelsen under andra världskriget.

## Biografi
Pineau växte upp med sin mor och sin styvfar, författaren Jean Giraudoux, och han förklarade senare i livet att det var Giraudoux som inspirerat honom till att skriva.
Som en ledare under andra världskriget i franska motståndsrörelsens och nära allierad till Charles de Gaulle, greps Pineau av Gestapo 1943 och placerades i koncentrationslägret i Buchenwald som han överlevde.
Pineau representerade Sartheavdelningen som socialist i franska nationalförsamlingen från 1946 till 1958. Efter kriget tjänstgjorde han som minister i de franska regeringarna, 1945-1958. Han var minister för försörjning i Charles de Gaulles regering (1945) och inrikesminister (1947-1950) i olika regeringar.
Han var finansminister under en kort tid 1948 och utsågs till Frankrikes premiärminister av president René Coty efter Pierre Mendès-Frances avgång i februari 1955, men nationalförsamlingen vägrade att ratificera hans kabinett med 312 röster mot 268. Hans uppdrag som premiärminister varade i bara två dagar mellan 17 och 19 februari 1955.
Som utrikesminister (februari 1956 - aug 1958), ansvarade Pineau från fransk sida för handläggningen av Suezkrisen och för undertecknandet av Romfördraget. Tillsammans med Guy Mollet, besökte han Moskva och i oktober 1956 undertecknade han Sèvresprotokollet för Frankrike  tillsammans med Storbritannien och Israel.
Pineau var under hela sin tid som politiker förespråkare för den europeiska integrationen.